# Йеротей Сирманов
Йеротей Илиев Сирманов е български офицер (генерал-майор), командир на 10-а артилерийска бригада и началник на артилерията на 4-та армия през Първата световна война (1915 – 1918).

## Биография
Йеротей Сирманов е роден на 22 юни 1861 г. в Габрово.

### Сръбско-българска война (1885)
През Сръбско-българската война (1885) е доброволец в Ученическия легион.
През 1887 г. завършва военното училище в София, като на 27 април е произведен в чин подпоручик. Служи в 3-о артилерийско отделение, 1-ви артилерийски полк, 3-ти артилерийски полк и като командир на 1-и артилерийски полк.
На 18 май 1890 г. е произведен в чин поручик, а на 2 август 1894 г. в чин капитан. През 1903 г. завършва Генералщабната академия в Русия и произведен в чин майор. През 1904 г. е командирован в заводите „Круп“ в Германия, където ръководи изработването на самари за планинската артилерия, които по-късно намират широки приложения в бойните условия. На 31 декември 1906 г. е произведен в чин подполковник.
На 27 февруари 1917 г. е произведен в чин генерал-майор, като през същата година е назначен за началник на артилерията на 4-та армия. По-късно е началник на артилерията на 2-ра военно-инспекционна област. На 9 август 1919 г. е уволнен от служба.
Генерал-майор Йеротей Сирманов умира на 15 септември 1954 г. в Пловдив.

## Военни звания
- Подпоручик (27 април 1887)
- Поручик (18 май 1890)
- Капитан (2 август 1894)
- Майор (1903)
- Подполковник (31 декември 1906)
- Полковник (6 май 1913)
- Генерал-майор (27 февруари 1918)